# Hugo von Bouvard

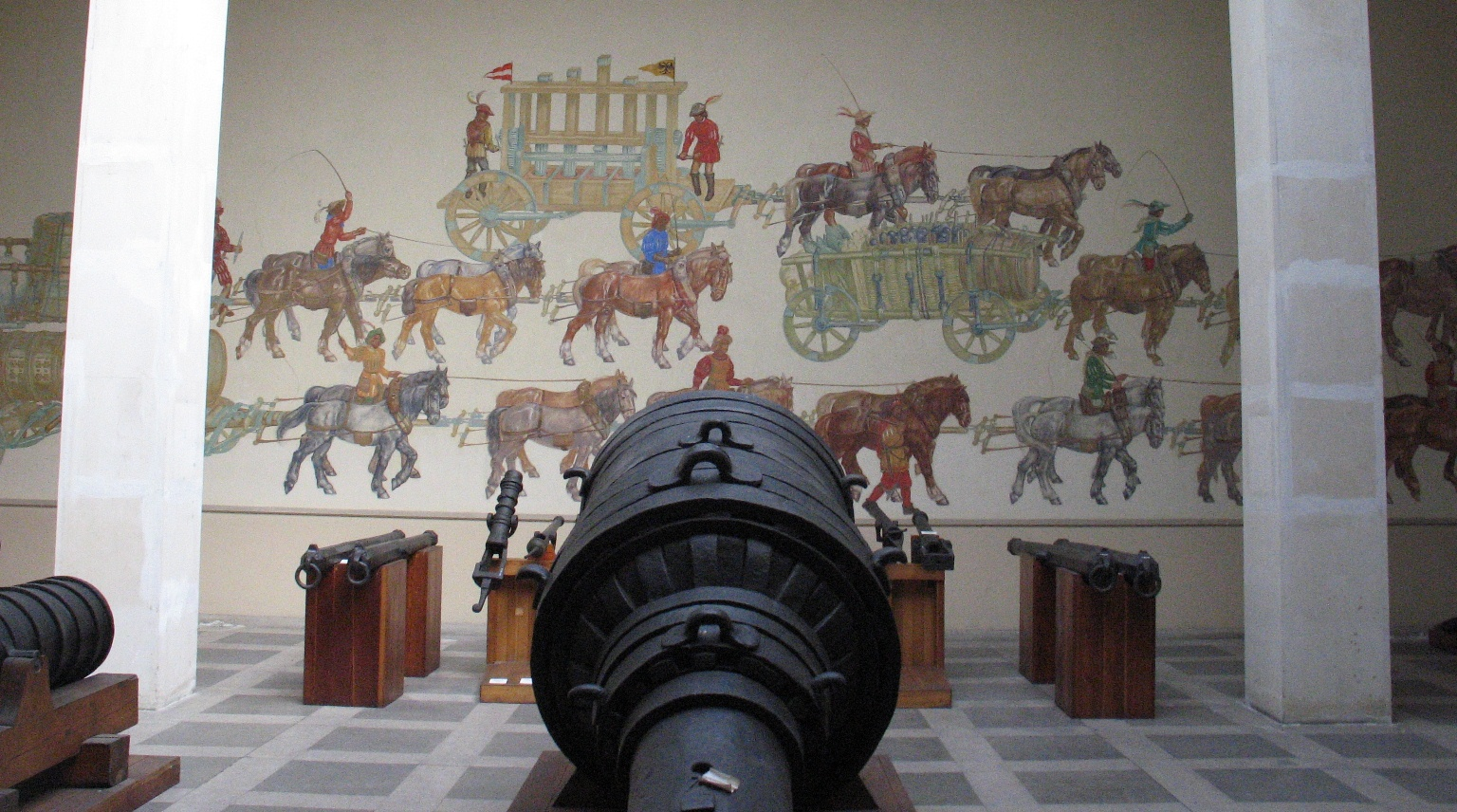
Bouvards Fresken in der Artilleriehalle des HGM (1952/53), davor der berühmte Pumhart von Steyr.

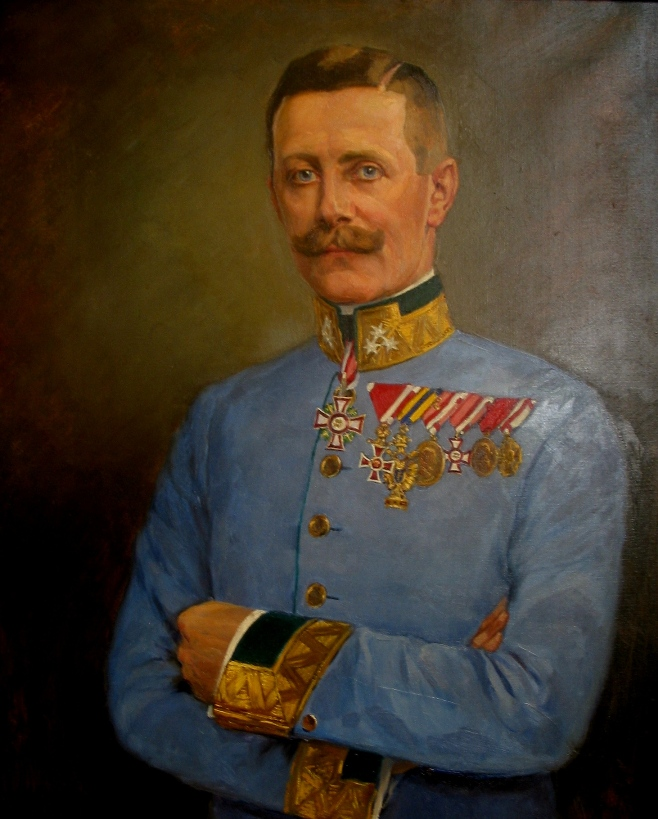
Hugo von Bouvard: Porträt Alexander von Brosch-Aarenau.

Hugo Ritter von Bouvard (* 18. Mai 1879 in Wien; † 20. Februar 1959 ebenda) war ein österreichischer Landschafts-, Porträt- und Militärmaler.

## Leben und Werk
Bouvard entstammte einem savoyischen Emigrantengeschlecht, welches in der 2. Hälfte des 18. Jahrhunderts nach Österreich eingewandert war. 1901 trat er als Leutnant in die k.u.k. Armee ein. 1908 wurde er beurlaubt, um ein Studium an der Wiener Akademie unter Rudolf Bacher beginnen zu können. Ab 1910 war Bouvard Privatschüler des Heinrich Knirr in München, danach wechselte er zu Hans Müller nach Dachau. Eine Studienreise führte ihn 1913 nach Paris, bei Kriegsausbruch musste sich der beurlaubte Leutnant sofort zur Truppe melden und stand 1914 an der Front. Er meldete sich als Kriegsmaler zum k.u.k. Kriegspressequartier, wo er am 15. Dezember 1915 im Hauptmannsrang in die Kunstgruppe aufgenommen wurde. In seiner Kriegszeit malte und zeichnete Bouvard Gefechts-, Schlachten- und Artilleriedarstellungen von der Isonzofront. Darüber hinaus war er auch am russischen, serbischen, rumänischen und türkischen Kriegsschauplatz künstlerisch tätig. Bouvard wurde per 9. Oktober 1916 aus vom Kriegspressequartier außer Standes gesetzt. Er war von 1915 bis 1918 als Kriegsmaler tätig.
Von 1921 bis 1928 war von Bouvard Mitglied der Wiener Secession. Er malte hauptsächlich Porträts, vor allem während der Kriegszeit von hohen Offizieren, aber auch Landschaften und Stillleben. 1938 musste er nach dem Anschluss Österreichs an das Nationalsozialistische Deutschland seine Heimat verlassen und wanderte nach Großbritannien aus.
Nach dem Zweiten Weltkrieg kehrte er 1948 nach Österreich zurück und erhielt er den Auftrag, den „Zimeliensaal“ der neu errichteten Artilleriehalle (Arsenal Objekt 2) des Heeresgeschichtlichen Museums zu freskieren. So führte er 1952/53 das Fresko mit Darstellungen des mittelalterlichen Heer- und Transportwesens mit diversen Bagage- und Marketenderwagen sowie Transportmittel der maximilianischen Epoche aus.

## Werke (Auszug)
- Porträt Alexander von Brosch-Aarenau, 1934. Öl auf Leinwand, 66 × 54 cm, Heeresgeschichtliches Museum, Wien.
- Porträt Sigmund Graf Engl von Wagrein, kaiserlicher Hauptmann, 1948. Öl auf Leinwand, 219 × 75 cm, Heeresgeschichtliches Museum, Wien.
- Nach dem Sturm, 1916. Öl auf Leinwand, Heeresgeschichtliches Museum, Wien.